# Carnival Ride
Carnival Ride – drugi album piosenkarki popowej Carrie Underwood wydany w Stanach Zjednoczonych. Pierwszym singlem z płyty był So Small wydany 14 sierpnia 2007.

## Przedpremierowe piosenki
Wytwórnia "Arista Records" kilkanaście dni przed premierą Carnival Ride otworzyła stronę, na której można było posłuchać fragmentów piosenek.

## Lista piosenek
1. "Flat on the Floor" (Ashley Monroe, Brett James) – 3:18
2. "All-American Girl" (Ashley Gorley, Carrie Underwood, Kelley Lovelace) – 3:32
3. "So Small" (Robert Luke Laird, Hillary Lindsay, Carrie Underwood) – 3:47
4. "Just a Dream" (Gordie Sampson, Steven McEwan, Hillary Lindsay) – 4:44
5. "Get Out of This Town" (Gordie Sampson, Steven McEwan, Hillary Lindsay) – 3:02
6. "Crazy Dreams" (George Berry Dean, Troy Verges, Carrie Underwood) – 3:36
7. "I Know You Won't" (Wendell Mobley, Neil Thrasher, Steven McEwan) – 4:19
8. "Last Name" (Robert Luke Laird, Hillary Lindsay, Carrie Underwood) – 4:01
9. "You Won't Find This" (Cathy Dennis, Tom Shapiro) – 3:19
10. "I Told You So" (Randy Travis) – 4:17
11. "The More Boys I Meet" (Scott Kennedy, Steven McEwan) – 3:33
12. "Twisted" (Robert Luke Laird, Hillary Lindsay, Brett James) – 3:56
13. "Wheel of the World" (Hillary Lindsay, Chris Lindsey, Aimee Mayo) – 4:42

### Single
| Rok  | Singel              |
| ---- | ------------------- |
| 2007 | "So Small"          |
| 2007 | "All-American Girl" |
| 2008 | "Last Name"         |
| 2008 | "Just a Dream"      |
| 2009 | "I Told You So"     |